# Joe Moody
Joe Moody (Christchurch, Nova Zelanda, 18 de setembre de 1988) és un jugador de rugbi neozelandès, que juga de pilier per a la selecció de rugbi de Nova Zelanda i, des de 2013 pels Crusaders en el Super Rugbi i Canterbury a la ITM Cup.
Va debutar amb els All Blacks en un partit contra la selecció de rugbi d'Austràlia, celebrat en Sydney el 16 d'agost de 2014. El 2015 és seleccionat per formar part de la selecció neozelandesa que participa en la Copa Mundial de Rugbi de 2015. Va formar part de l'equip que va guanyar la final davant Austràlia per 34-17, entrant en la història del rugbi en ser la primera selecció que guanya el títol de campió en dues edicions consecutives,